# Cryptocarya agathophylla
Cryptocarya agathophylla är en lagerväxtart som beskrevs av Van der Werff. Cryptocarya agathophylla ingår i släktet Cryptocarya och familjen lagerväxter. Inga underarter finns listade i Catalogue of Life.